# Ministero delle partecipazioni statali
Il Ministero delle partecipazioni statali (sigla PPSS) fu l'organo del Governo italiano addetto alla supervisione e gestione delle partecipazioni statali nell'economia italiana.

## Storia
Fu istituito nel 1956 con la Legge 1589 per la gestione di enti e società per azioni a partecipazione statale, con l'obiettivo di creare occupazione, rilanciare zone depresse ed intervenire nei settori trascurati dall'industria privata, terreno di convergenze tra Democrazia Cristiana, Partito Comunista Italiano e Partito Socialista Italiano.
Vigilava e coordinava le attività di IRI, Eni, EGAM, EAGC - Ente Autonomo di Gestione per il Cinema, EAGAT, EFIM, EAMO - Ente Autonomo Mostra d'Oltremare, emanando direttive sulla base degli indirizzi generali ricevuti da due comitati interministeriali, il Comitato interministeriale per la politica industriale ed il Comitato interministeriale per la programmazione economica. Queste dispersioni nella catena di comando frammentavano il potere decisionale e assoggettavano le compagnie statali ad interferenze politiche che minano le scelte aziendali e, di conseguenza, anche conti e bilanci (teoria degli oneri impropri): peraltro il Ministero non avrebbe potuto esercitare la sua autorità sulle singole partecipate, dovendosi prima dovuto raccordarsi con l'ente di gestione preposto. Nel 1977 si frappone un ulteriore soggetto, la Commissione parlamentare di controllo delle partecipazioni statali.
Contestualmente alla nascita del Ministero, le aziende IRI ed ENI uscirono da Confindustria, come richiesto da sindacati e movimenti di sinistra già dal 1947, dando vita ad Intersind per IRI e Asap per ENI.
Le società dichiarate di interesse pubblico come Enel, Ferrovie dello Stato, Azienda autonoma delle Poste e delle Telecomunicazioni e ANAS rimasero in carico al Ministero delle finanze.
Tra il 1969 ed il 1980 stanziò 30 000 miliardi di lire per lo sviluppo industriale del Mezzogiorno.
In seguito alla crescente attenzione della Comunità europea nei confronti degli aiuti di Stato e alle perdite accumulate da EFIM e IRI, nel 1992 viene svuotato delle sue competenze, assegnate al Ministero del tesoro insieme ai pacchetti azionari IRI ed ENI. Fu quindi soppresso, con referendum abrogativo, nel 1993. All'epoca, l'IRI era il settimo conglomerato al mondo per dimensioni, con un fatturato di circa 67 miliardi di dollari.
La sua sede era a Roma, in via Sallustiana, al numero civico 53, in un palazzo affittato dall'INA, poi utilizzato dal Dipartimento per l'Impresa e l'Internazionalizzazione del Ministero dello sviluppo economico.

## Fonti
- [6]
- [7]
- Storia dell'IRI - Vol. 6, Pierluigi Ciocca, Laterza